# Tondikandia
Tondikandia este o comună rurală din departamentul Filingue, regiunea Tillabéri, Niger, cu o populație de 84.223 de locuitori (2001).